# Faro de Santa Catarina
El Faro de Santa Catalina  es un antiguo faro portugués que se encuentra actualmente fuera de uso y que se localiza en el interior del Fuerte de Santa Catalina en la ciudad de Figueira da Foz, distrito de Coímbra.
Se trata de una torre cilíndrica de hierro fundido de aproximadamente 10 metros de altura, con barandilla protectora y linterna. Se encuentra todo pintado en color rojo y es un claro ejemplo de tourelle francesa.
El faro se instaló en el fuerte en 1888 y se dejó de cumplir las funciones como ayuda a la navegación en 1969.
Está catalogado como edificio de interés público por el gobierno portugués.